# Karol Adamiecki
Karol Adamiecki (Dąbrowa Górnicza, 18 de marzo de 1866-Varsovia, 16 de mayo de 1933) fue un economista, ingeniero e investigador en administración polaco.

## Biografía

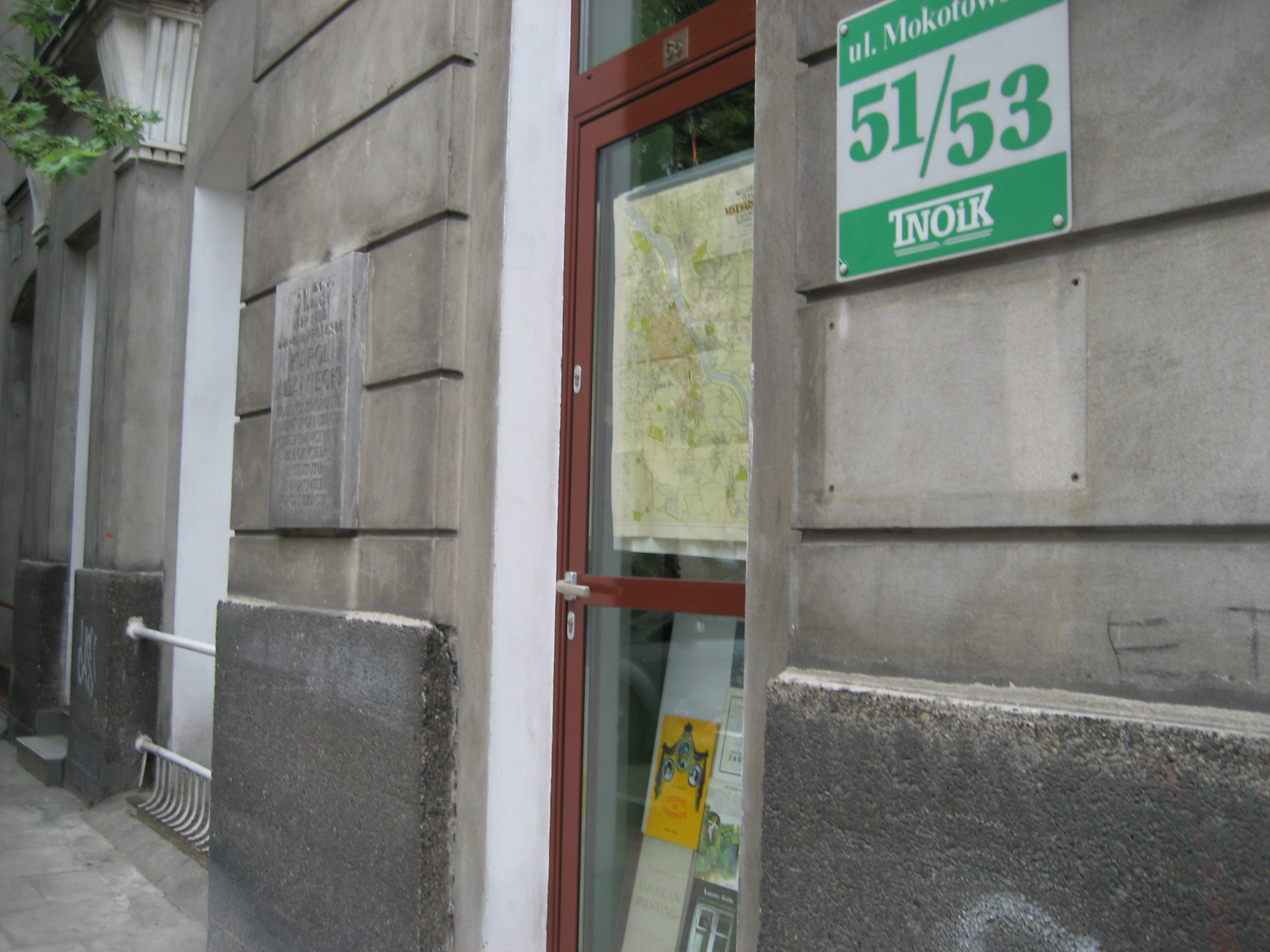
Calle Mokotowska 51/53, Varsovia, donde Adamiecki estuvo activo entre 1927 y 1933.

Adamiecki se graduó en ingeniería en San Petersburgo en 1891. Después regresó a Dąbrowa Górnicza donde estuvo a cargo de una fábrica laminadora de acero. Mientras trabajaba en la industria del acero, desarrolló sus ideas sobre la administración.
En 1919 se incorporó a la Universidad Politécnica de Varsovia, como docente, ascendiendo a profesor en 1922. Fundó y fue el primer director (1925-1933) del Instituto de Organización Científica (Instytut Naukowej Organizacji) en Varsovia. Se desempeñó como vicepresidente de la Asociación Europea de Gestión Científica (Europejskie Stowarzyszenie Naukowego Zarządzania).
Karol Adamiecki fue un destacado investigador en administración y gestión. Comenzó su investigación en el Instituto Tecnológico Estatal de San Petersburgo (1884-90), luego se trasladó a Polonia.
En 1896 Adamiecki desarrolló una nueva forma de mostrar procesos interdependientes que mejoraba la visibilidad de los cronogramas de producción. En 1903 su teoría causó revuelo en los círculos técnicos rusos. Publicó algunos artículos sobre su esquema en la revista polaca Przegląd Techniczny (Revisión Técnica), n.os 17, 18, 19 y 20 (1909). En 1931 publicó un nuevo artículo que acabó siendo más conocido, donde denominó a su esquema armonograma o armonógrafo. Sin embargo, Adamiecki había publicado sus trabajos en polaco y ruso, idiomas poco conocidos en el mundo anglófono. Para entonces, se había popularizado un método similar desarrollado por Henry Gantt (quien publicó artículos al respecto en 1910 y 1915). Con modificaciones menores, el diagrama de Adamiecki es más conocido como el diagrama de Gantt.
Adamiecki publicó sus primeros trabajos de administración en 1898, antes de que Frederick Winslow Taylor popularizara la administración científica. En 1925, Adamiecki fundó el Instituto Polaco de Administración Científica. 
Hizo la mayor parte de sus investigaciones y observaciones en el campo de la metalurgia.

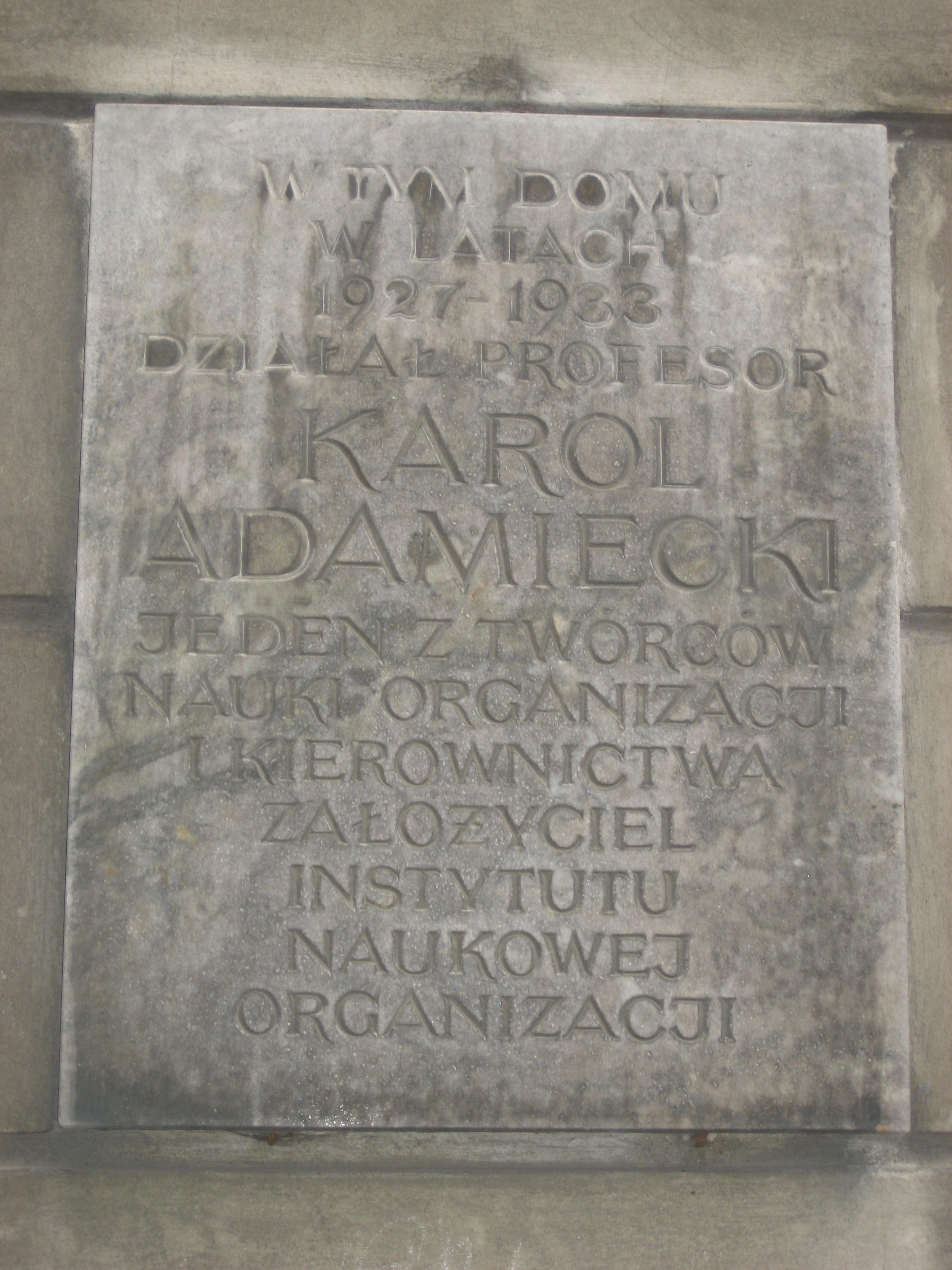
Placa conmemorativa de Adamiecki en la calle Mokotowska 51/53, Varsovia.

Adamiecki es el autor de la ley de la armonía en la gestión, según la cual la armonía debe comprender tres partes: 
- armonía de elección (todas las herramientas de producción deben ser compatibles entre sí, con especial atención a su velocidad de producción de salida);
- armonía de ejecución (la importancia de la coordinación de plazos);
- armonía de espíritu (la importancia de crear un buen equipo).

En 1972, el Colegio Estatal de Administración Económica de Katowice recibió su nombre, y en 1974 se convirtió en la Universidad de Economía Karol Adamiecki (Akademia Ekonomiczna im. Karola Adamieckiego w Katowicach). 